# Csetény
Csetény är en ort i Ungern.   Den ligger i provinsen Veszprém, i den västra delen av landet, 80 km väster om huvudstaden Budapest. Csetény ligger 290 meter över havet och antalet invånare är 2 039.
Terrängen runt Csetény är platt norrut, men söderut är den kuperad. Runt Csetény är det ganska glesbefolkat, med 28 invånare per kvadratkilometer. Närmaste större samhälle är Zirc, 10,8 km sydväst om Csetény. Omgivningarna runt Csetény är en mosaik av jordbruksmark och naturlig växtlighet.